# هاني الخطيب
هاني الخطيب (مواليد 8 يونيو 1981) هو مغنٍّ، وكاتب أغانٍ، ومنتج أغانٍ أمريكي متعدد الآلات. بالإضافة إلى ذلك، يشغل الخطيب منصب مخرج بصري ومالك مشارك لشركة التسجيلات المستقلة الترفيه المبتكر التي تتخذ من لوس أنجلوس مقرًا لها. ألبومه الكامل (بالإنجليزية: "Head In The Dirt")، الذي صدر عام 2013، تم إنتاجه بواسطة دان أورباخ من فرقة ذا بلاك كيز(بالإنجليزية: The Black Keys). في 20 يناير 2015، صدر ألبومه الآخر (بالإنجليزية: "Moonlight"). وصفته صحيفة الجارديان بأنه "متزلج بانك سابق نشأ على موسيقى الروك الكلاسيكية وR&B الذي يحافظ على روح 76 حية من خلال فجوره البدائي".

## سيرة
نشأ هاني الخطيب، وهو أمريكي من الجيل الأول، في سان فرانسيسكو، كاليفورنيا. ولد لأب فلسطيني وأم فلبينية. تضمنت نشأته ممارسة رياضة التزلج على الألواح والاستماع إلى موسيقى السول في الستينيات، بالإضافة إلى موسيقى السيرف والدو ووب وفرق الغزو البريطانية مثل البيتلز والزومبيز .تلقى الخطيب دروسًا في البيانو خلال طفولته، وتعلم العزف على الغيتار بين سن 11 و12 عامًا. التحق بمدرسة الفنون ولكنه ترك الدراسة قبل التخرج.
أثناء عمله كمدير إبداعي لعلامة ملابس الشارع HUF، بدأ هاني الخطيب بتسجيل غنائه وعزفه على الغيتار الصوتي كهواية شخصية. أمضى عامًا في تسجيل أغانيه مستخدمًا الغيتار الكهربائي والطبول، بناءً على اقتراح من صديقه ومهندس الاستوديو مارك بيانكي من فرقة (بالإنجليزية: "Her Space Holiday"). بعد مشاركته في معرض فني عام 2009 في سان فرانسيسكو، بدأ بتوزيع أقراص مدمجة منزلية الصنع لموسيقاه. وقد أعطى إحداها للمؤسس المشارك لعلامة الترفيه المبتكر، جيمي سترونج.

## المسيرة الموسيقية
تعاقد هاني الخطيب مع شركة التسجيلات الترفيه المبتكر في عام 2010. كان أول إصدار له هو الأغنية المنفردة (بالإنجليزية: "Dead Wrong") بحجم 7 بوصات، والتي صدرت في 21 سبتمبر 2010. تضمنت الأغنية غلافًا لأغنية (بالإنجليزية: "You Rascal You") التي صدرت عام 1931، واشتهرت بتسجيل لويس أرمسترونج لها.
صدرت أغنيته المنفردة الثانية (بالإنجليزية: "Build. Destroy. Rebuild") بحجم 7 بوصات، والتي تضمنت أغنية (بالإنجليزية: "Moonlight")"Loved One" أيضًا، في 3 نوفمبر 2010. خلال هذه الفترة، بدأ الخطيب في تقديم عروض حية والقيام بجولات واسعة النطاق، بما في ذلك جولة مع فرقة س آند ذا ماشين (بالإنجليزية: Florence and the Machine). وكان يؤدي عروضه كجزء من ثنائي مع عازف الطبول وصديقه القديم نيكي فليمنج ياريان. وسرعان ما اكتسب جمهورًا كبيرًا.
صدر ألبوم هاني الخطيب الأول، (بالإنجليزية: "Will the Guns Come Out")، عن شركة الترفيه المبتكر في 27 سبتمبر 2011.وصفته صحيفة لوس أنجلوس تايمز بأنه "مجموعة متوترة وعضلية من موسيقى الروك أند رول". بينما وصفته صحيفة الجارديان بأنه "كما لو أن جو سترومر عاد في صورة شاب أمريكي من أصل فلبيني فلسطيني غاضب". يتألف جزء كبير من هذا الألبوم من المسارات التي تم تسجيلها بالتعاون مع بيانكي.
صدرت أغنية (بالإنجليزية: "I Got A Thing")، وهي نسخة مُعاد تسجيلها لأغنية (بالإنجليزية: "I Got A Thing") المنفردة لفرقة (بالإنجليزية: Funkadelic) عام 1970، في الألبوم الأخير للمشروع. وقد قام بتسجيل هذه الأغنية جوش مارسي. تجاوزت الأغنية مليوني مشاهدة على يوتيوب في أغسطس 2011.تم ترخيصها لاحقًا لحملة إعلانية لشركة نايكي، وصفتها الإذاعة الوطنية العامة (NPR) بأنها "ترنيمة حديثة لركوب الأمواج والتزلج والتمزيق الشامل".في ربيع عام 2012، أضاف الخطيب عازف لوحة مفاتيح/أورغن إلى فرقته المتجولة بهدف إعادة إنتاج صوت ألبومه بشكل أكثر دقة. وفي نفس العام،التقى الخطيب بالمغني الرئيسي لفرقة بلاك كيز، دان أورباخ، في باريس خلال جلسة دي جي مشتركة. لاحقًا في العام نفسه، سجل ألبومه الثاني (بالإنجليزية: "Head In The Dirt") في غضون ثلاثة أسابيع في استوديو أورباخ (بالإنجليزية: "Easy Eye") في ناشفيل. صدر الألبوم في 30 أبريل 2013،عبر شركة الترفيه المبتكر. وصفته مجلة رولينغ ستون بأنه "موسيقى البلوز المحروقة في الصحراء المعززة بالبانك والسول والهيب هوب، موسيقى لها قلب رجعي ولكن لم يكن من الممكن صنعها قبل عام 2013". ظهرت أغنية الألبوم (بالإنجليزية: "Can't Win 'Em All") في إعلان تجاري لشركة أودي، والذي بُث خلال Super Bowl XLVII، ووصل إلى ما يقرب من 114 مليون مشاهد في الولايات المتحدة.
عام 2014، أمضى الخطيب ثلاثين يومًافي تسجيل ألبومه الثالث الكامل، (بالإنجليزية: "Moonlight")، بالتعاون مع عازف الطبول سرون مارينيلي والمهندس سوني دي بيري في استوديو The Lair بلوس أنجلوس. تولى الخطيب عزف معظم الآلات الموسيقية في الألبوم بنفسه باستثناء الطبول، كما قام بأخذ عينات من طبول مارينيلي ومعالجتها. يتضمن ألبوم (بالإنجليزية: "Moonlight") أيضًا تسجيلًا ميدانيًا لموكب جنازة، قام الخطيب بتسجيله أثناء رحلة تزلج عبر إحدى القرى المكسيكية.صدرت نسخة ريمكس من الأغنية الرئيسية بمشاركة عضو فرقة (بالإنجليزية: Wu-Tang Clan) جزا في 18 نوفمبر 2014، ثم تبعه إصدار ألبوم (بالإنجليزية: "Moonlight") كاملاً عن طريق شركة الترفيه المبتكر في 20 يناير 2015. وصف موقع (بالإنجليزية: Clash Music) الأغنية بأنها "غرابة غريبة" تشير إلى وجود عمق أكبر في أعمال هاني الخطيب مما يبدو للوهلة الأولى.
في خريف عام 2015، أُلغي عرض لـ "الخطيب" في باريس عقب هجوم باتاكلان. استغل الفنان الوقت غير المتوقع الذي أتيح له في جدول أعماله لإجراء جلسات تسجيل في استوديو (بالإنجليزية: Jazzcats) في لونج بيتش. وصف موقع (بالإنجليزية: Buzzbands LA) هذا الاستوديو بأنه "منزل ثانٍ" للخطيب، حيث عمل مع المنتج جوني بيل على كتابة وتسجيل مواد جديدة.
كان المسار الأول من هذه الجلسات هو (بالإنجليزية: "Baby's OK")، الذي وصفه الخطيب بأنه "مرتجل تمامًا وكان بمثابة تيار كامل من الوعي غنائيًا وموسيقيًا"، وعرضته مجلة(بالإنجليزية: The Fader) لأول مرة في أبريل 2016. تبع ذلك عرض الأغنية الثانية (بالإنجليزية: "Gonna Die Alone") لأول مرة في نفس الشهر ضمن برنامج (بالإنجليزية: Zane Lowe's Beats) 1 الإذاعي. في 29 أبريل 2016، أعلن الخطيب عن أول خمسة أسطوانات مطولة من سلسلة (بالإنجليزية: Savage Times)، والتي صدرت رقميًا عبر شركة الترفيه المبتكر.وعند اكتمال السلسلة، تم تجميع 21 مسارًا من الأسطوانات المطولة الرقمية في ألبوم (بالإنجليزية: Savage Times)، الذي صدر ماديًا في 17 فبراير 2017.وصف أحد النقاد في مجلة (بالإنجليزية: Clash Music) الألبوم بأنه "قد يكون هذه هي الوثيقة الأكثر إبداعًا حتى الآن"، بينما أفادت مجلة (بالإنجليزية: Mass Appeal) أن"هاني، بصفته عازفًا متعدد الآلات موهوبًا بالفعل، قد حقق آمالنا العالية".

## في الثقافة الشعبية
تم استخدام موسيقى هاني الخطيب في إعلانات تلفزيونية لعدد من الشركات والعلامات التجارية الكبرى، منها:
- كونفيرس[49]
- كابتن مورجان
- أبل بيز (Applebee's)
- سكاي أتلانتيك (Sky Atlantic)[50]
- نايكي (Nike)
- نيسان موتورز (Nissan)[51]
- وليفيز[52]
- تي موبايل
- أبل[53]

نشرت موسيقى هاني الخطيب في العديد من الأعمال التلفزيونية والسينمائية والإعلانات:
- مسلسلات تلفزيونية:
  - سوتس (يو إس إيه نيتورك)
  - فحل (إتش بي أو)
  - غريس وفرانكي (نتفليكس)
  - كاليفورنيكيشن (شبكة موعد العرض)
  - الولايات المتحدة تارا (شبكة موعد العرض)
  - ابتدائي (بي بي سي)[54]
  - لوثر (شبكة بي بي سي)
  - هاوس (حلقة (بالإنجليزية: "Charity Case") - حيث استُخدمت أغنية (بالإنجليزية: "Build. Destroy. Rebuild").
  - غوثام (حلقة (بالإنجليزية: "Welcome Back, Jim") عام 2015) - حيث استُخدمت أغنية (بالإنجليزية: "Family").
  - فوبار (نتفليكس عام 2023، بطولة أرنولد شوارزنيجر) - حيث استُخدمت أغنية (بالإنجليزية: "Gonna Die Alone").
- أفلام روائية:
  - لقضاء وقت ممتع، اتصل[55]
  - كاري (فيلم الرعب لعام 2013) - حيث استُخدمت أغنية (بالإنجليزية: "Come Alive").
- إعلانات:
  - إعلان أودي المثير للجدل خلال مباراة السوبر بول 2013 - حيث استُخدمت أغنية (بالإنجليزية: "Can't Win Em All").[56]
- ألعاب فيديو:
  - NHL 14 - حيث استُخدمت أغنية (بالإنجليزية: "Family").

شارك هاني الخطيب كـ DJ في محطة راديو الترفيه المبتكر ضمن لعبة فورزا هورايزون 2. كما تم تشغيل ثلاث من أغانيه على المحطة، وهي: (بالإنجليزية: "Head In The Dirt")، و(بالإنجليزية: "Family")، و(بالإنجليزية: "Pay No Mind").
ظهرت أغنية (بالإنجليزية: "Save Me") لهاني الخطيب أيضًا في مسلسل إن بي سي التلفزيوني "القائمة السوداء" (The Blacklist)، وذلك في الحلقة 19 من الموسم الثاني، والمعنونة "ليونارد كول" (بالإنجليزية: Leonard Caul)، والتي بُثت في 23 أبريل 2015.
استُخدمت أغنية (بالإنجليزية: "Gonna Die Alone") لهاني الخطيب في شارة النهاية للحلقة الأخيرة من الموسم الأول للمسلسل التلفزيوني "لاودرميلك" (بالإنجليزية: Loudermilk).
ظهرت أغنية (بالإنجليزية: "Alive") في فيلم التارو لعام 2024.

## ديسكوغرافيا

### الألبومات
| سنة  | الألبوم           | مواقع الذروة | مواقع الذروة | مواقع الذروة                     |
| سنة  | الألبوم           | الألبومات    | الألبومات    | الاتحاد الوطني للنشر الفونوغرافي |
| ---- | ----------------- | ------------ | ------------ | -------------------------------- |
| 2011 | هل ستخرج البنادق؟ | 46           | —            | 111                              |
| 2013 | رأس في التراب     | 8            | 46           | 35                               |
| 2015 | ضوء القمر         | 15           | —            | 55                               |
| 2017 | الأوقات الوحشية   | —            | —            | 79                               |
| 2020 | رحلة جوية         | —            | —            | —                                |

### أغاني فردية
| سنة  | الألبوم                    | مواقع الذروة                     | ملحوظات           |
| سنة  | الألبوم                    | الاتحاد الوطني للنشر الفونوغرافي | ملحوظات           |
| ---- | -------------------------- | -------------------------------- | ----------------- |
| 2010 | "خطأ فادح"                 | —                                | هل ستخرج البنادق؟ |
| 2010 | "بناء. تدمير. إعادة بناء." | —                                | هل ستخرج البنادق؟ |

## وصلات خارجية
- الموقع الرسمي
- هاني الخطيب التسجيلات من ديسكاغز.كوم